# Caledonia, Quận Columbia, Wisconsin
Caledonia là một thị trấn thuộc quận Columbia, tiểu bang Wisconsin, Hoa Kỳ. Năm 2010, dân số của thị trấn này là 1.345 người.

## Lịch sử
Thị trấn được đặt tên bởi những người định cư Scotland theo tên Latin của Scotland.

## Địa lý
Theo Cục Thống kê Dân số Hoa Kỳ, thị trấn có diện tích tổng cộng 63,6 dặm vuông (164,8 km²), trong đó, 59,5 dặm vuông (154,2 km²) của nó là đất và 4,1 dặm vuông (10,6 km²) của nó (6.46%) là nước.

## Nhân khẩu học
Theo điều tra dân số năm 2000, có 1.171 người, 451 hộ gia đình và 343 gia đình cư trú trong thị trấn. Mật độ dân số là 19,7 người trên mỗi dặm vuông (7,6 / km²). Có 713 đơn vị nhà ở với mật độ trung bình 12,0 trên mỗi dặm vuông (4,6 / km²). Thành phần chủng tộc của thị trấn là 98,63% người da trắng, 0,17% người Mỹ gốc Phi, 0,26% người Mỹ bản địa, 0,17% người châu Á, 0,51% từ các chủng tộc khác và 0,26% từ hai chủng tộc trở lên. Người gốc Tây Ban Nha hoặc La tinh thuộc bất kỳ chủng tộc nào là 0,43% dân số.
Có 451 hộ gia đình trong đó 29,9% có con dưới 18 tuổi sống chung với họ, 67,8% là vợ chồng sống chung, 4,4% có chủ hộ là nữ không có chồng và 23,9% không có gia đình. 17,3% của tất cả các hộ gia đình được tạo thành từ các cá nhân và 7,5% có người sống một mình từ 65 tuổi trở lên. Quy mô hộ trung bình là 2,60 và quy mô gia đình trung bình là 2,97.
Trong thị trấn, dân số được trải ra với 24,2% ở độ tuổi 18, 5,4% từ 18 đến 24, 27,7% từ 25 đến 44, 30,0% từ 45 đến 64 và 12,8% từ 65 tuổi trở lên. Độ tuổi trung bình là 41 tuổi. Cứ 100 nữ thì có 108,4 nam. Cứ 100 nữ từ 18 tuổi trở lên, có 114,5 nam.
Thu nhập trung bình cho một hộ gia đình trong thị trấn là 48.750 đô la và thu nhập trung bình cho một gia đình là 56.042 đô la. Nam giới có thu nhập trung bình là $ 35.156 so với $ 26,023 cho nữ giới. Thu nhập bình quân đầu người của thị trấn là $23 278. Khoảng 4,4% gia đình và 6,7% dân số sống dưới ngưỡng nghèo, bao gồm 7,8% những người dưới 18 tuổi và 15,8% những người từ 65 tuổi trở lên.

## Di tích lịch sử
- Durward's Glen, địa điểm lịch sử và trung tâm tĩnh tâm.

## Những người nổi tiếng
- James S. Towers, nông dân, doanh nhân và Đại diện bang Wisconsin, được sinh ra ở thị trấn.[5]